# 부띠다웅

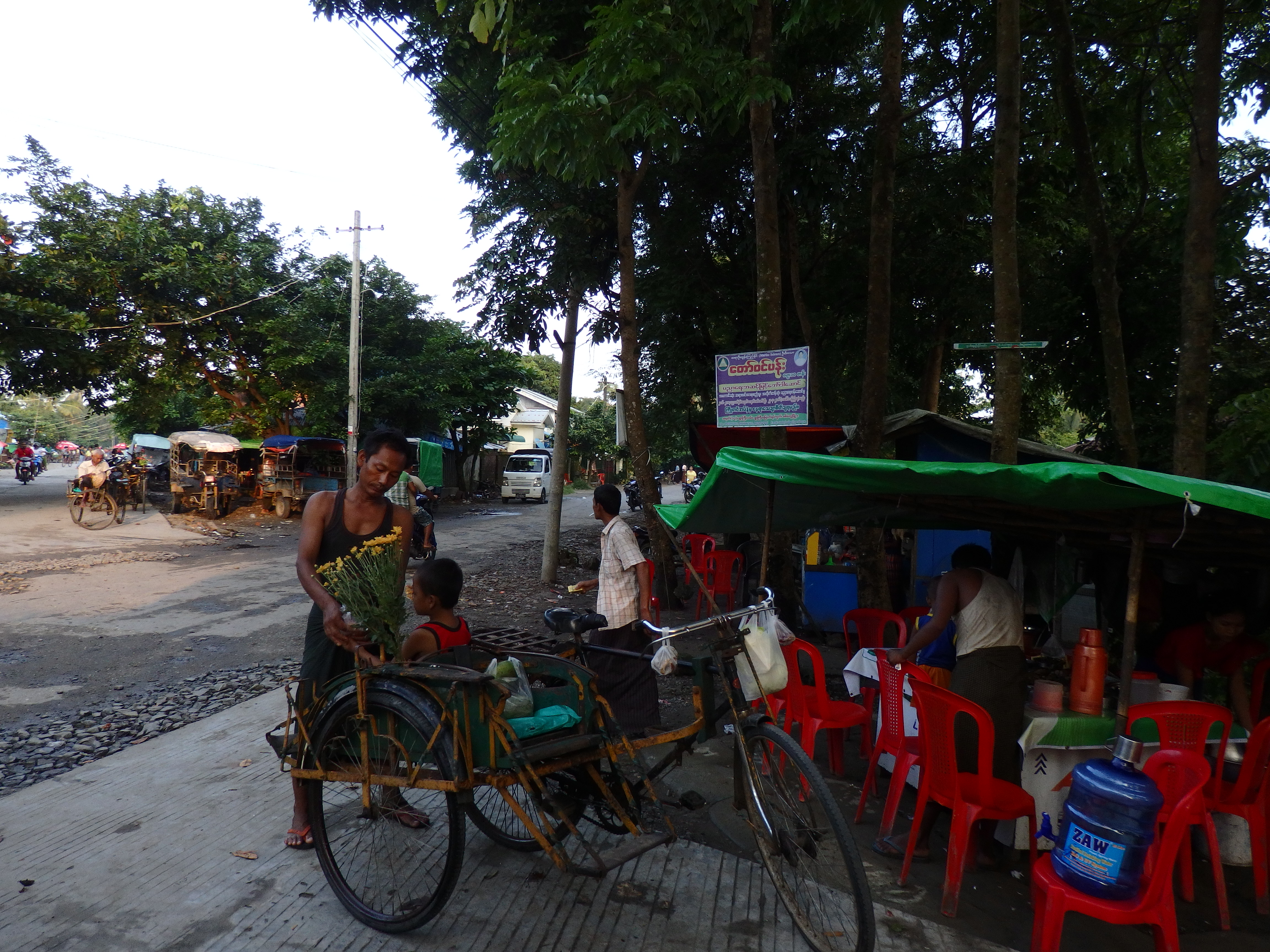

부띠다웅(버마어: ဘူးသီးတောင် 부띠다웅)은 미얀마 여카잉주의 도시이다. 마웅도와 가까운 편이다. 로힝야족이 도시 인구의 다수를 차지한다.